# Ocean Odyssey (Schiff, 1965)
Die Ocean Odyssey war ein Kreuzfahrtschiff der in Panama ansässigen Reederei Indian Ocean Cruises, das 1965 als Eros in Dienst gestellt wurde. Das Schiff verbrachte einen Großteil seiner Lebensdauer im Dienst der griechischen Epirotiki Lines und wurde 2009 in Indien abgewrackt.

## Geschichte
Italien lieferte an Griechenland als Reparationen drei bauähnliche Schiffe aus. Dies waren die Aphrodite, die Eros und die Adonis. Die Eros wurde unter der Baunummer 1882 bei Cantieri Riuniti dell’Adriatico in Monfalcone gebaut und am 8. Juni 1964 vom Stapel gelassen. Im September 1965 fand die Ablieferung an die in Piräus ansässige Typaldos Line statt. Nach nur einem Jahr im Dienst ging die Eros jedoch 1966 in den Besitz der Epirotiki Lines über, die sie in Jason umbenannten.
Das in den ersten zwei Jahren noch für den Liniendienst an der griechischen Küste eingesetzte Schiff wurde 1967 für den Kreuzfahrtbetrieb umgebaut. Dabei wurde das bis zu vierzig PKW fassende Autodeck entfernt sowie die Zahl der Passagiere von 1.461 auf 325 reduziert. Die folgenden 28 Jahre verbrachte die Jason mit Kreuzfahrten in ganz Europa, Südamerika und in der Karibik.
Nach der Fusion von Epirotiki Lines mit Sun Lines 1995 ging das in Iason umbenannte Schiff im Januar 1996 in den Besitz der neu gegründeten Royal Olympic Cruises über. Am Einsatzgebiet änderte sich durch die Fusion jedoch nichts. Nach der Insolvenz von Royal Olympic Cruises ging die Iason im Dezember 2005 an die Derwent Ocean Ltd. mit Sitz in Panama-Stadt, die sie in Ocean Odyssey umbenannten und für ihre eigens gegründete Reederei Indian Ocean Cruises einsetzten. Das Schiff war fortan für Kreuzfahrten vor der Küste Indiens im Einsatz.
Im Februar 2009 wurde die Ocean Odyssey ausgemustert, da sie die neuesten Sicherheitsbestimmungen (SOLAS 2010) nicht mehr erfüllte. Ein geplanter Umbau zur weiteren Nutzung wurde nicht realisiert. Stattdessen traf das Schiff am 29. Juli 2009 im indischen Alang ein, wo es nach 44 Dienstjahren abgewrackt wurde.

## Technik
Das Schiff wurde von zwei 5.550 PS-starken Sulzer-Adriatico-Dieselmotoren angetrieben. Es verfügte über eine Querstrahlsteueranlage, was den Einsatz von Schleppern größtenteils überflüssig machte. Außerdem war es mit Denny-Brown-Schiffsstabilisatoren ausgestattet.